# Chromis verater
Chromis verater är en fiskart som beskrevs av Jordan och Metz 1912. Chromis verater ingår i släktet Chromis och familjen Pomacentridae. Inga underarter finns listade i Catalogue of Life.